# Turó del Marquès (Massanes)
El Turó del Marquès és una muntanya de 127 metres que es troba al municipi de Massanes, a la comarca de la Selva.